# Cătălin Lichioiu
Cătălin Lichioiu (n. 20 ianuarie 1982), este un fotbalist român care în prezent evoluează la echipa Kingston FC.